# JAC Group
JAC Group (кит.: 江汽集团; офіційно Anhui Jianghuai Automobile Group Corp., Ltd.) — комплексна автомобілебудівна компанія, що спеціалізується на випуску легкових автомобілів, легкого комерційного транспорту, вантажівок і автобусів та навантажувальної техніки. Заснований холдінг у 1964 році.
Річний обсяг виробництва автомобілів, що випускаються компанією JAC, становить понад 700 000 одиниць, річний обсяг виробництва двигунів становить понад 500 000. JAC входить до десятки найбільших виробників Китаю.
JAC має найбільший науково-дослідний центр у Хефеї. У 2005 році компанія створила перший закордонний дослідницький центр у Турині, Італія, а в жовтні 2006 року відбулося відкриття другого закордонного науково-дослідного центру в Токіо, Японія.
Завдяки жорсткому контролю якості та постійному вдосконаленню управління, компанія була нагороджена званням «Рекомендований бренд для експорту», «Найбільш конкурентоздатний бренд на ринку», «Національний знак якості», Китайською Торговельною Палатою по імпорту та експорту машин і електронної продукції, Міністерством торгівлі, Центральним Управлінням Контролю Якості, Санітарно-епідеміологічною станцією КНР. Так само Китайська Асоціація Якості відзначила продукцію компанії JAC як таку, що досягла якості світового рівня.
У 2012 році автомобілебудівна компанія JAC реалізувала близько 470 000 од. всієї продукції, з якої понад 50 000 одиниць пішли на експорт. Двигуни виробництва компанії входять до «Топ 10 двигунів, що виготовляються в Китаї» впродовж 4 років. (2009, 2010, 2011, 2012 рр.).
У 2014 році JAC Motors оголосила про повне придбання JAC Group, нова компанія буде торгуватися як JAC Motors на фондовому ринку, але працюватиме від імені JAC Group.
У 2016 році JAC уклав угоду з DR Automobiles на експорт своїх автомобілів до Італії. Моделі JAC, виготовлені в Китаї, будуть повторно схвалені DR відповідно до європейських правил безпеки та запобігання забрудненню та продаватимуться зі значком DR. Першими автомобілями, імпортованими до Італії, були JAC Refine S3, перейменовані на DR4 (або EVO 4) і JAC iEV40, що продається як DR Evo Electric (або EVO 3 Electric).

### Співпраця з Volkswagen
У 2017 році JAC і Volkswagen Group оголосили про створення спільного підприємства з виробництва електромобілів для китайського ринку з брендом SEAT, у квітні 2018 року офіційно народилося спільне підприємство JAC-Volkswagen, яке, однак, працює через новий бренд Sol, а не SEAT. Першим продуктом є автомобіль SOL E20X, електричний кросовер, створений на основі JAC iEV40 (також називається JAC Refine S2 EV) з передньою частиною, оновленою центром стилю SEAT в Іспанії.
У 2020 році Volkswagen Group підписує листи про наміри між Volkswagen (China) Investment Co. Ltd. та урядом провінції Аньхой щодо збільшення частки Volkswagen Group у спільному підприємстві JAC Volkswagen з поточних 50% до 75%. Перехід, який також вимагає інвестицій у JAG (JAC Holding Group), материнську компанію JAC, що належить уряду Аньхой. Угода між сторонами, що підлягає звичайним погодженням з регуляторними органами, передбачає інвестиції в розмірі одного мільярда євро і має бути укладена до кінця року. Volkswagen також придбає 50% JAG (материнської компанії JAC).
Volkswagen Group володіє 75% акцій Volkswagen Anhui, а JAC Group – 25%. Volkswagen Group також володіла 50% JAC Holding Group (JAG), материнської компанії JAC Group, що означає, що Volkswagen Group також володіє 14,09% акцій JAC Group. У результаті частка власності Volkswagen Group у Volkswagen Anhui фактично досягає 78,52%.

### OEM для NIO
У квітні 2016 року NIO та JAC Group підписали угоду про виробничу співпрацю, попередньо підтвердивши ціль виробництва та продажу 50 000 автомобілів на рік протягом 5 років.
У 2018 році була офіційно представлена перша серійна модель NIO, NIO ES8, виробництва JAC.
У березні 2021 року NIO та JAC Group заснували компанію Jianglai Advanced Manufacturing Technology (Anhui) Co., Ltd., кожна зі сторін має 50% акцій у спільному підприємстві. У тому ж місяці обидві компанії погодилися продовжити контракт на виробництво до травня 2024 року. У рамках поновлення угоди NIO заплатила JAC 1,2 мільярда юанів за продовження контрактних послуг з виробництва.
У грудні 2023 року NIO оголосила про придбання заводів JAC, які виробляють автомобілі NIO, за ціною 3,158 мільярда юанів, що означає кінець OEM для NIO.
З початку OEM-партнерства NIO виплатила JAC 223 мільйони юанів, 441 мільйон юанів, 532 мільйони юанів, 715 мільйонів юанів і 1,127 мільярда юанів у 2018–2022 роках відповідно. За п'ятирічний період загальна сума, сплачена за послуги контрактного виробництва, досягла значної суми в 3,038 мільярда юанів.
11 січня 2024 року JAC підписала рамкові угоди про стратегічне співробітництво з Nio, щоб налагодити співпрацю в галузі стандартів акумуляторів, технології заміни батарей, побудови сервісних мереж із заміни батарей та експлуатації.

### Партнерство з Huawei
У грудні 2023 року JAC оголосив про підписання угоди про співпрацю з Huawei. Обидві сторони співпрацюватимуть у сфері виробництва, продажів і надання послуг для розробки електромобілів преміум-класу на основі інтелектуальних автомобільних рішень Huawei.
У серпні 2024 року на презентаційній конференції Stelato S9 компанія Huawei офіційно анонсувала четвертий бренд HIMA, який співпрацює з JAC, Maextro. Перший автомобіль Maextro планується зійти з конвеєра до кінця 2024 року, а запустити в першу половину 2025 року.
На сьогоднішній день компанія JAC експортує свою продукцію до Південної Америки, Європи, Африки й Азії та України і підтримує дружні взаємини з понад 120 країнами по всьому світу, крім того по всьому світу розташовано понад сто салонів і 14 заводів, що реалізовують і виробляють продукцію JAC.
Холдинг має офіційного представника в Україні продажу легкових автомобілів JAC
та офіційного представника з продажів навантажувального обладнання JAC

## Бренди

### JAC

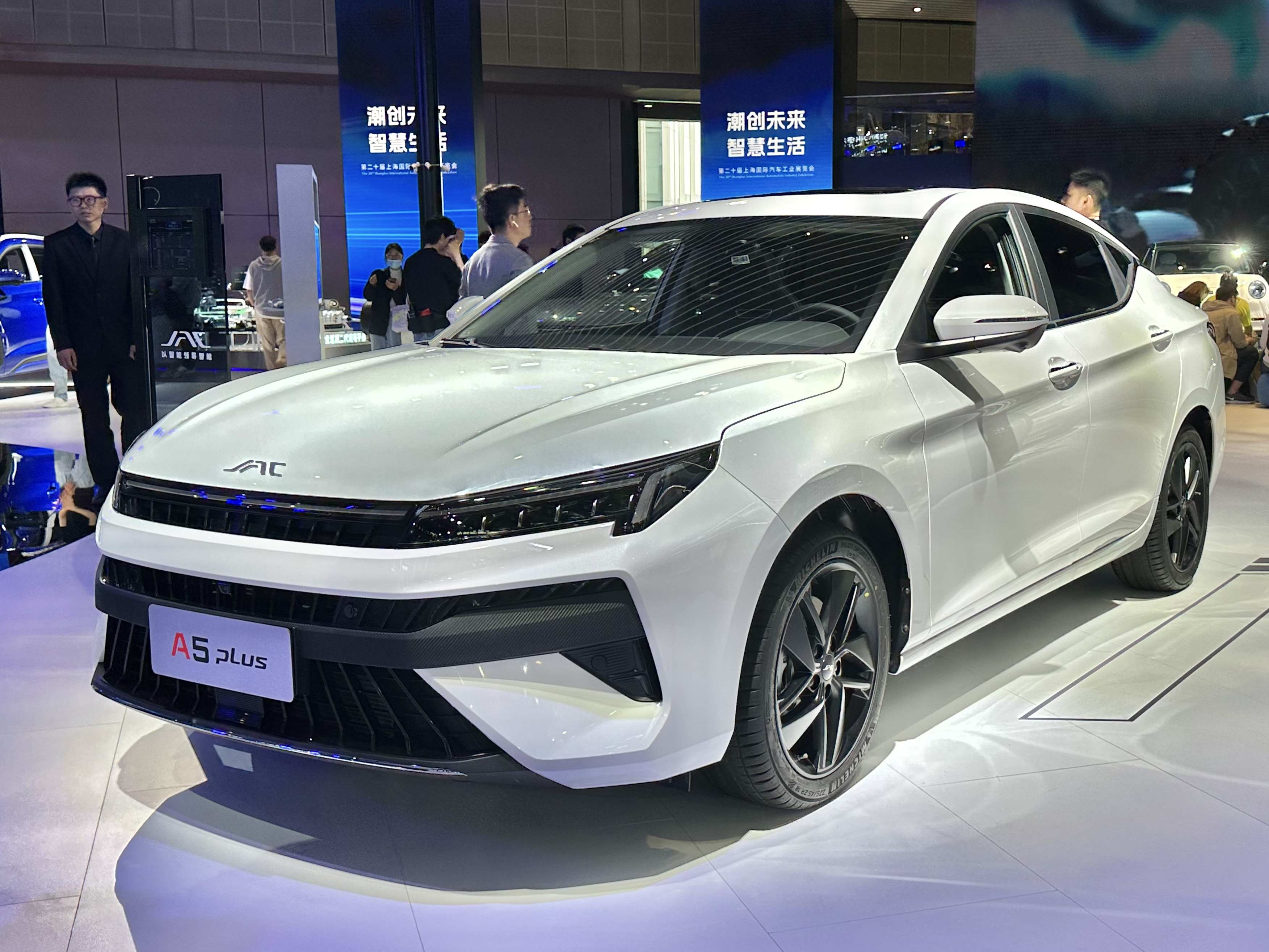
JAC A5 Plus
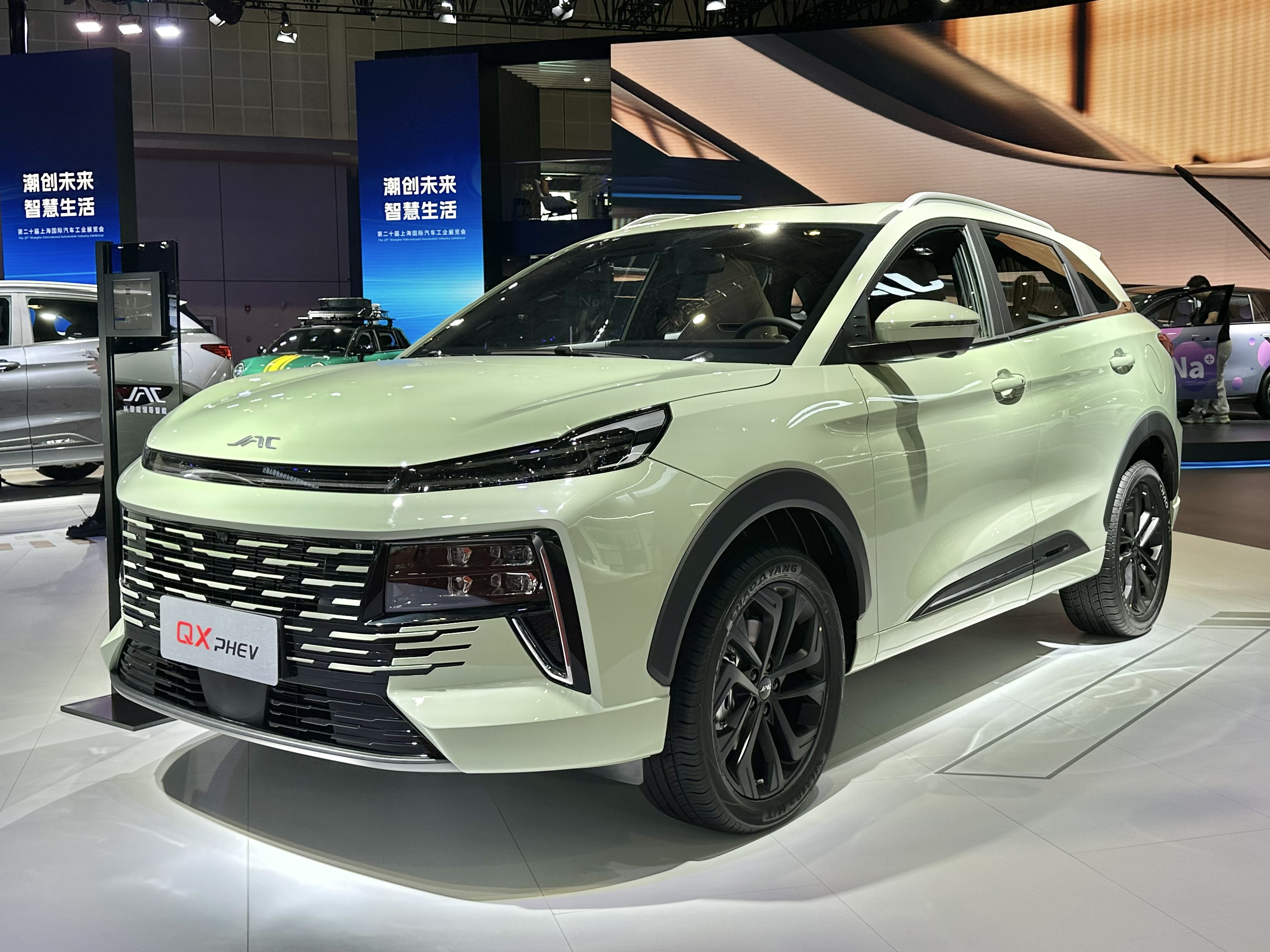
JAC QX PHEV
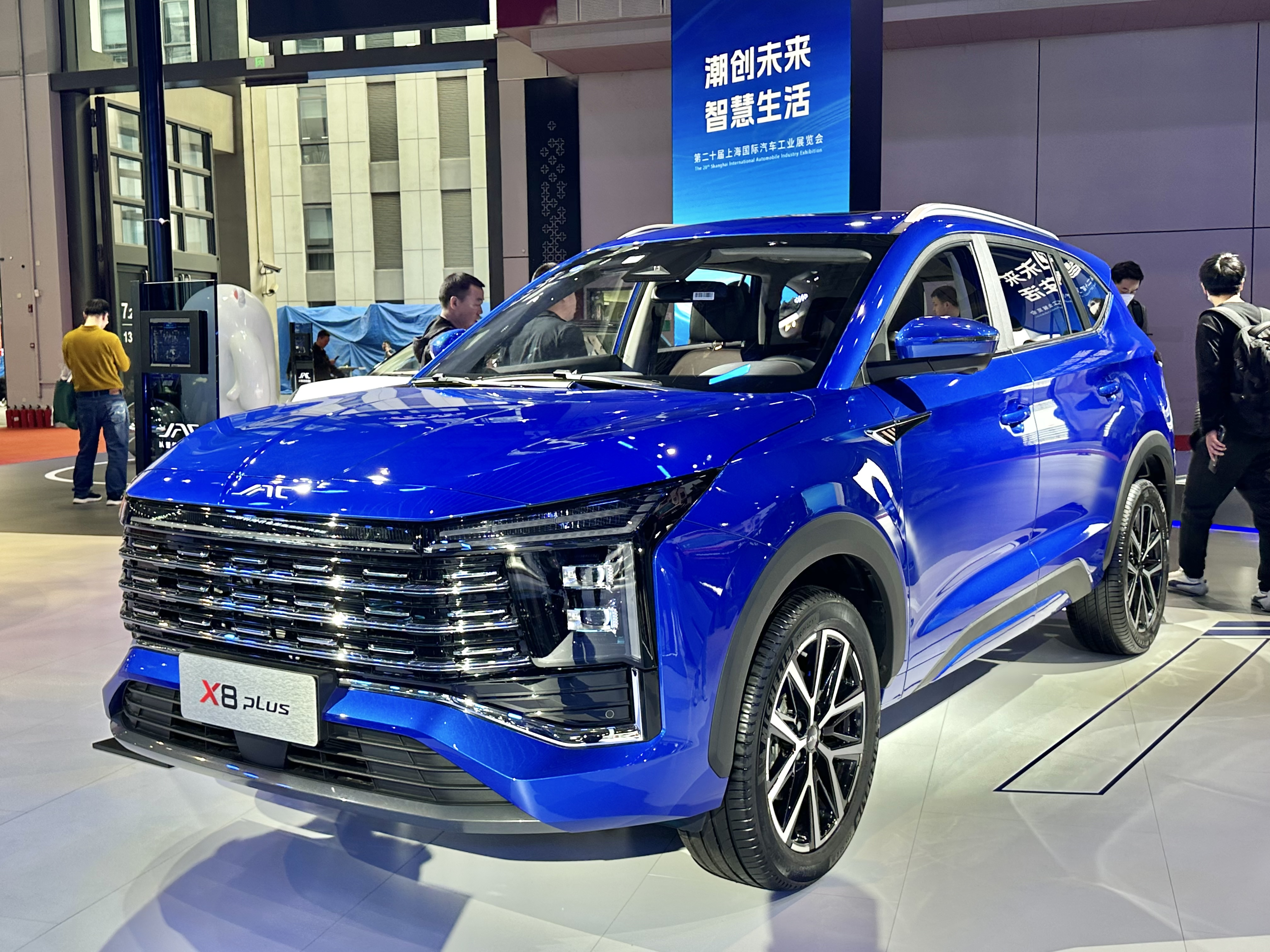
JAC X8 Plus
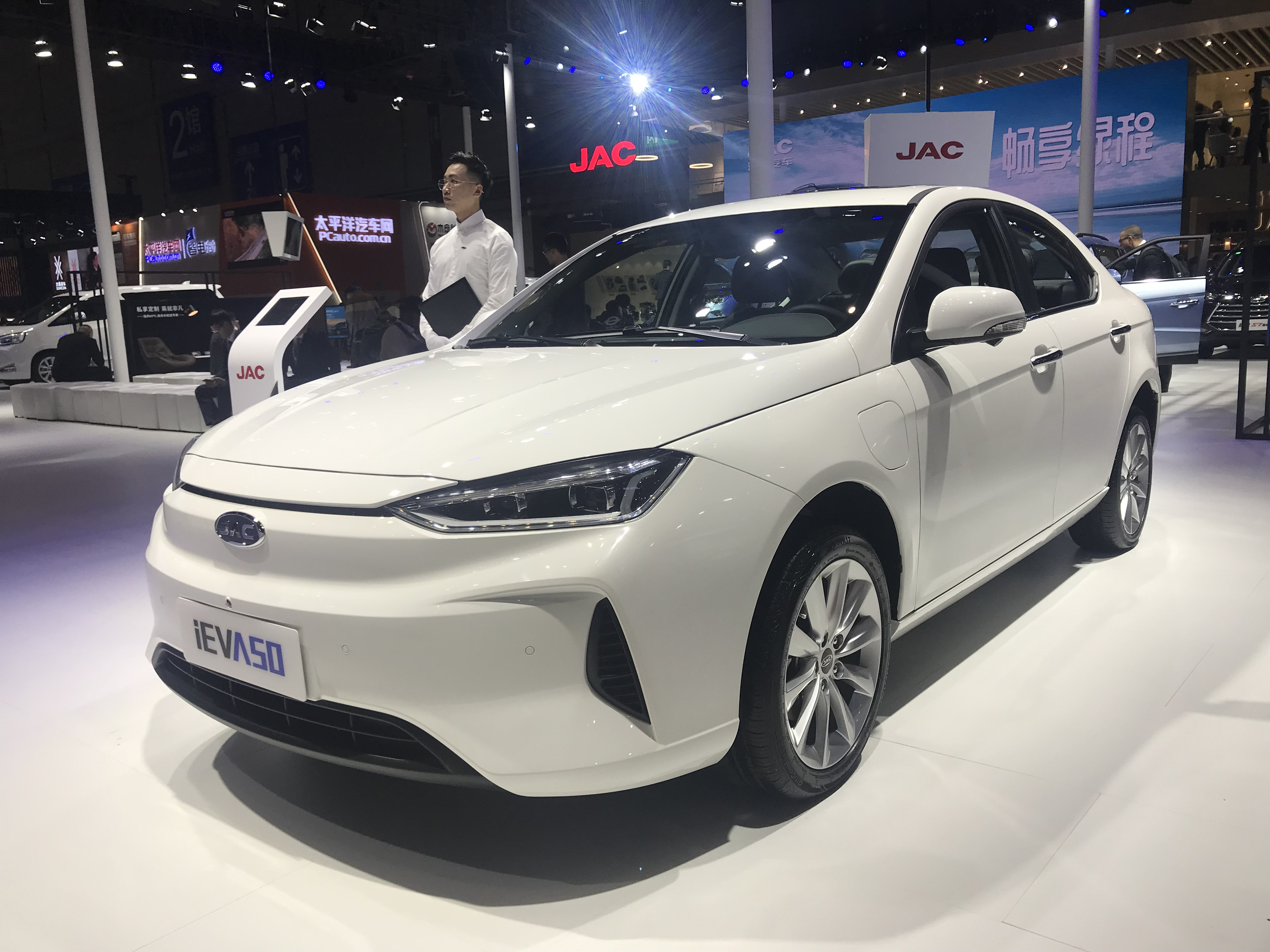
JAC iEVA50
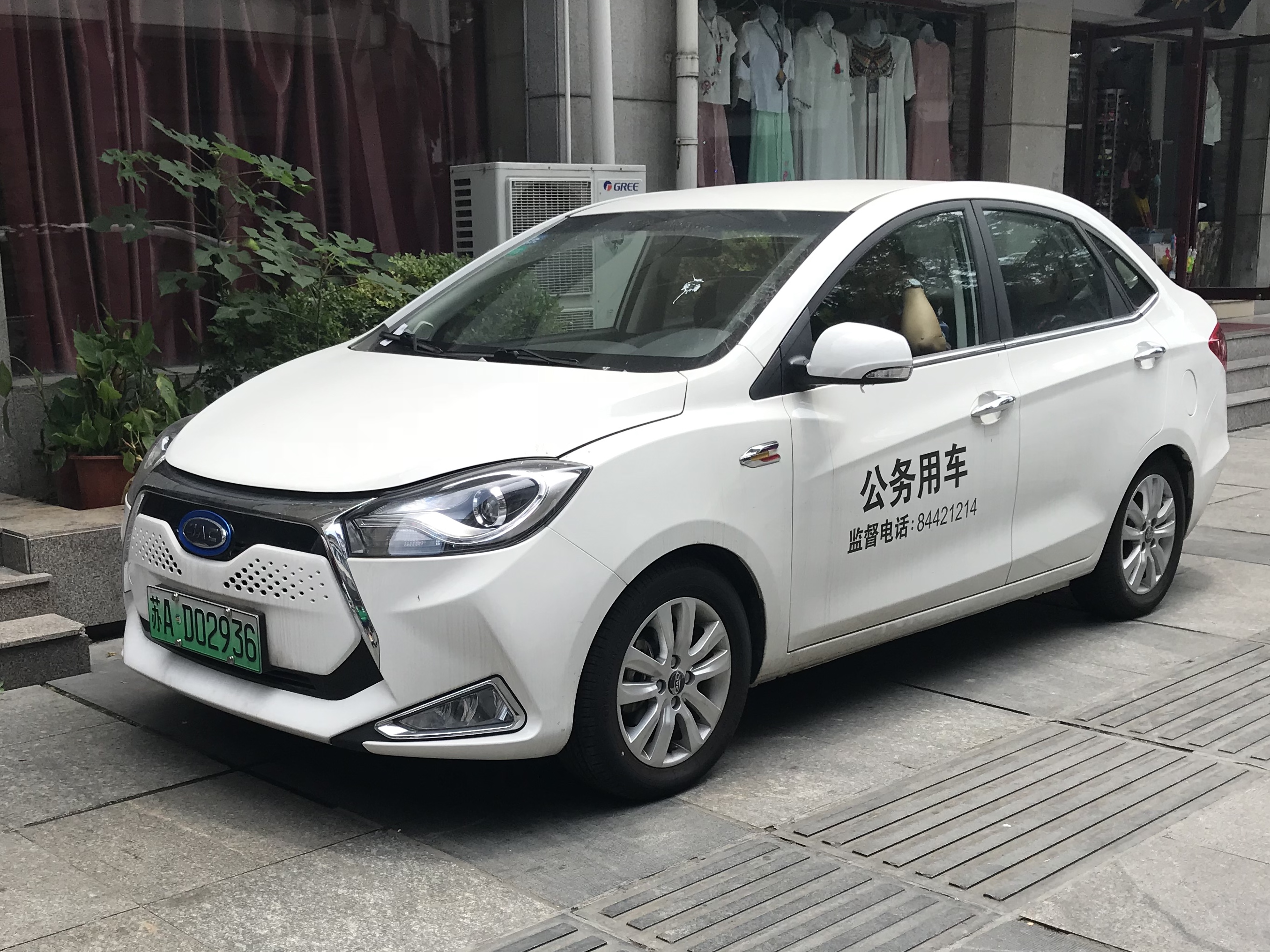
JAC iEV7

### Sehol/Sol
Sehol (思皓) було створено в 2018 році як спільне підприємство між JAC і Volkswagen, яке спочатку позиціонувалося як бренд виключно електричних транспортних засобів. У 2020 році Volkswagen Group збільшила свою частку в спільному підприємстві JAC Volkswagen до 75% і офіційно змінила назву на Volkswagen Anhui. Бренд Sehol отримав ліцензію на використання JAC, що фактично робить його більше не спільним підприємством.

У 2023 році JAC оголосила, що в майбутньому вони вирішили відмовитися від бренду Sehol.  

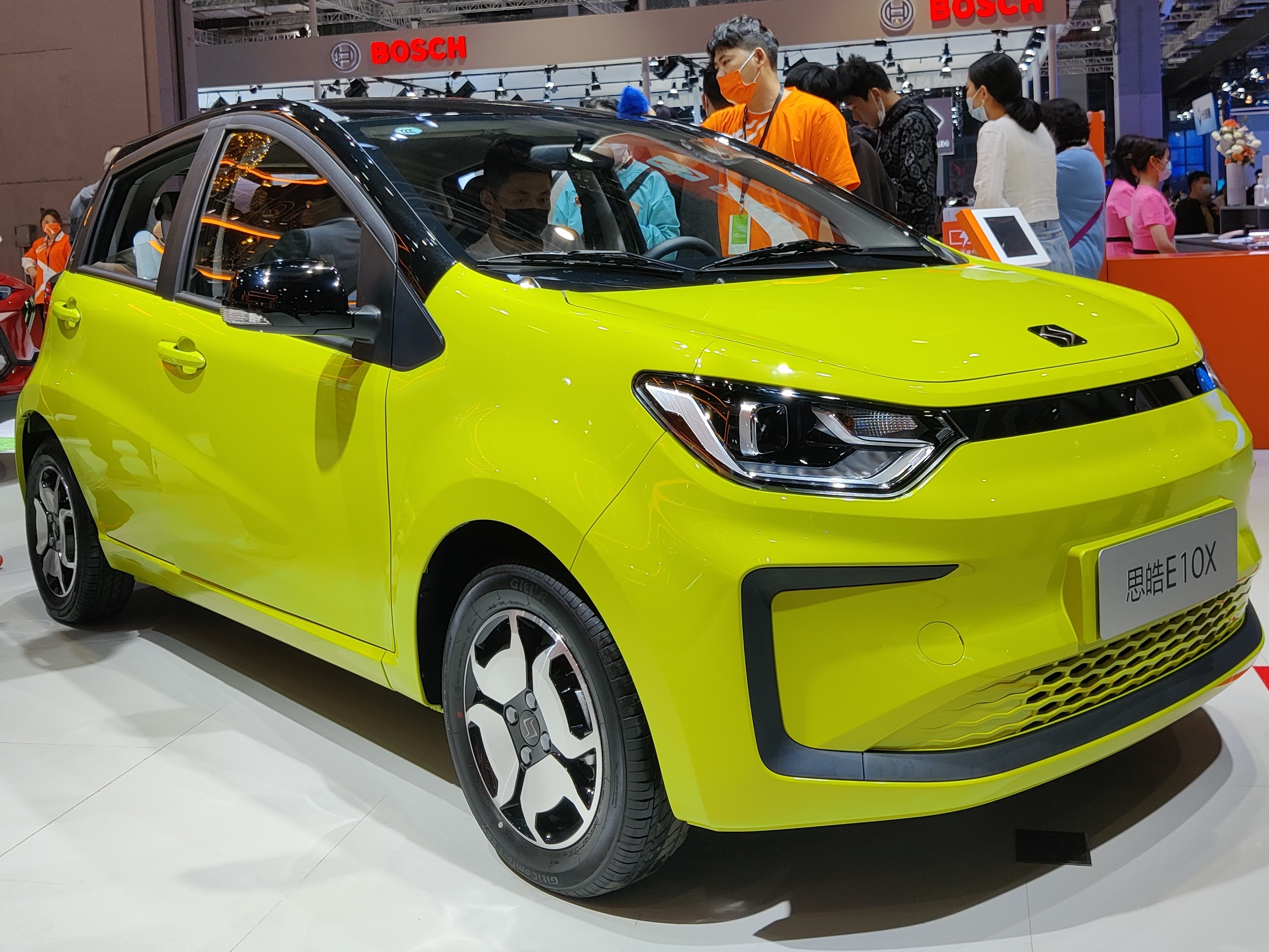
Sehol E10X
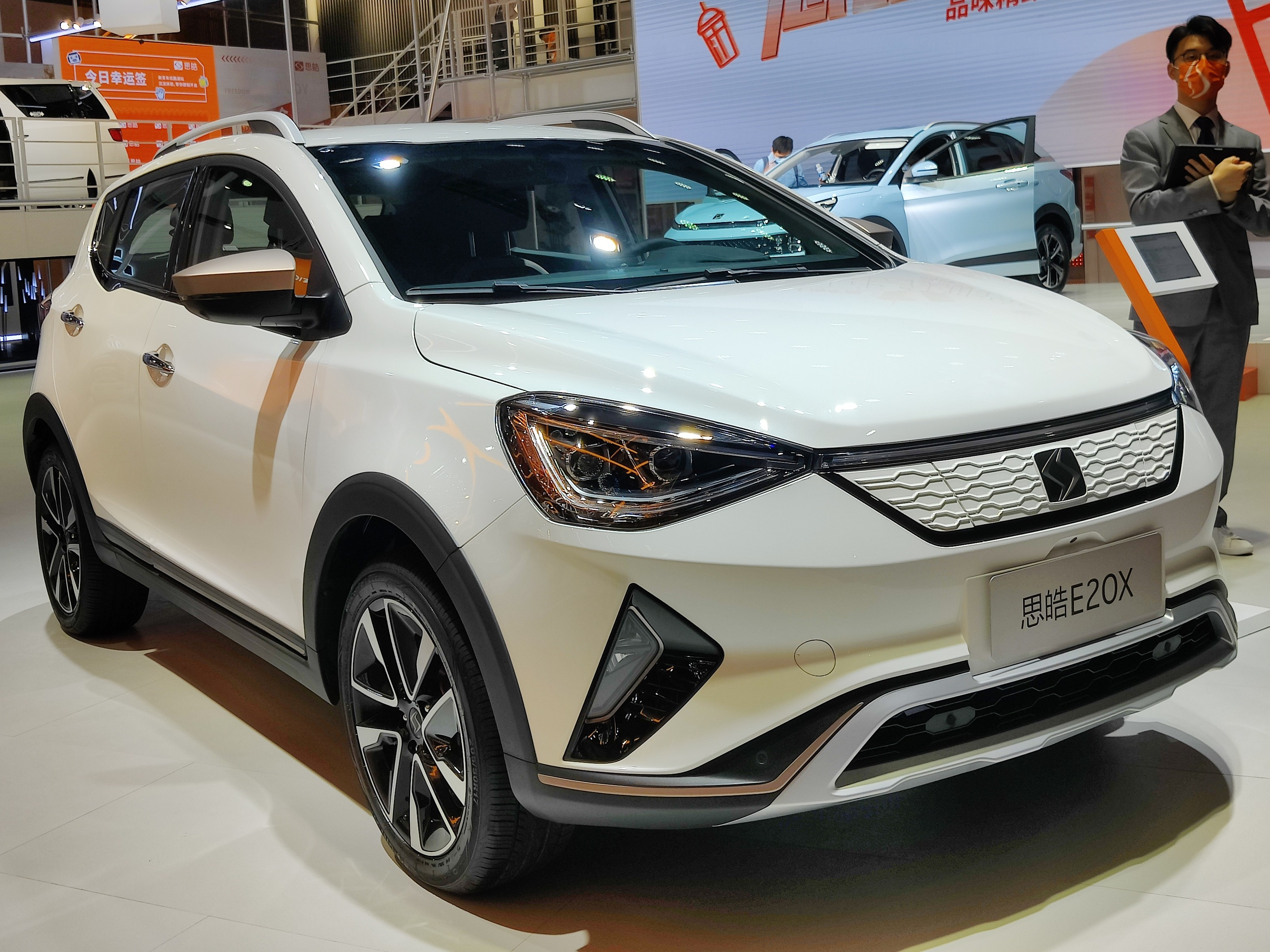
Sehol E20X
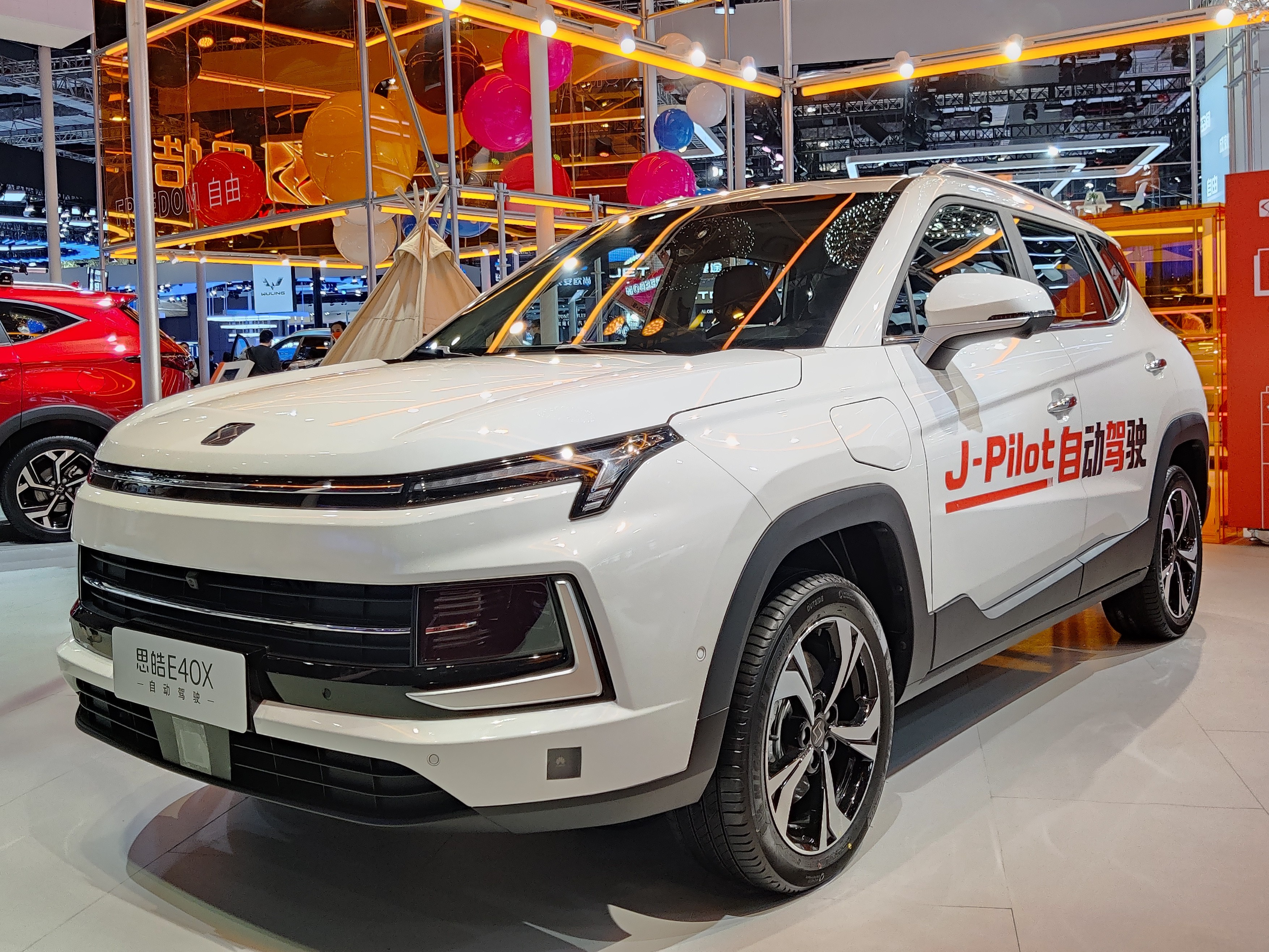
Sehol X4
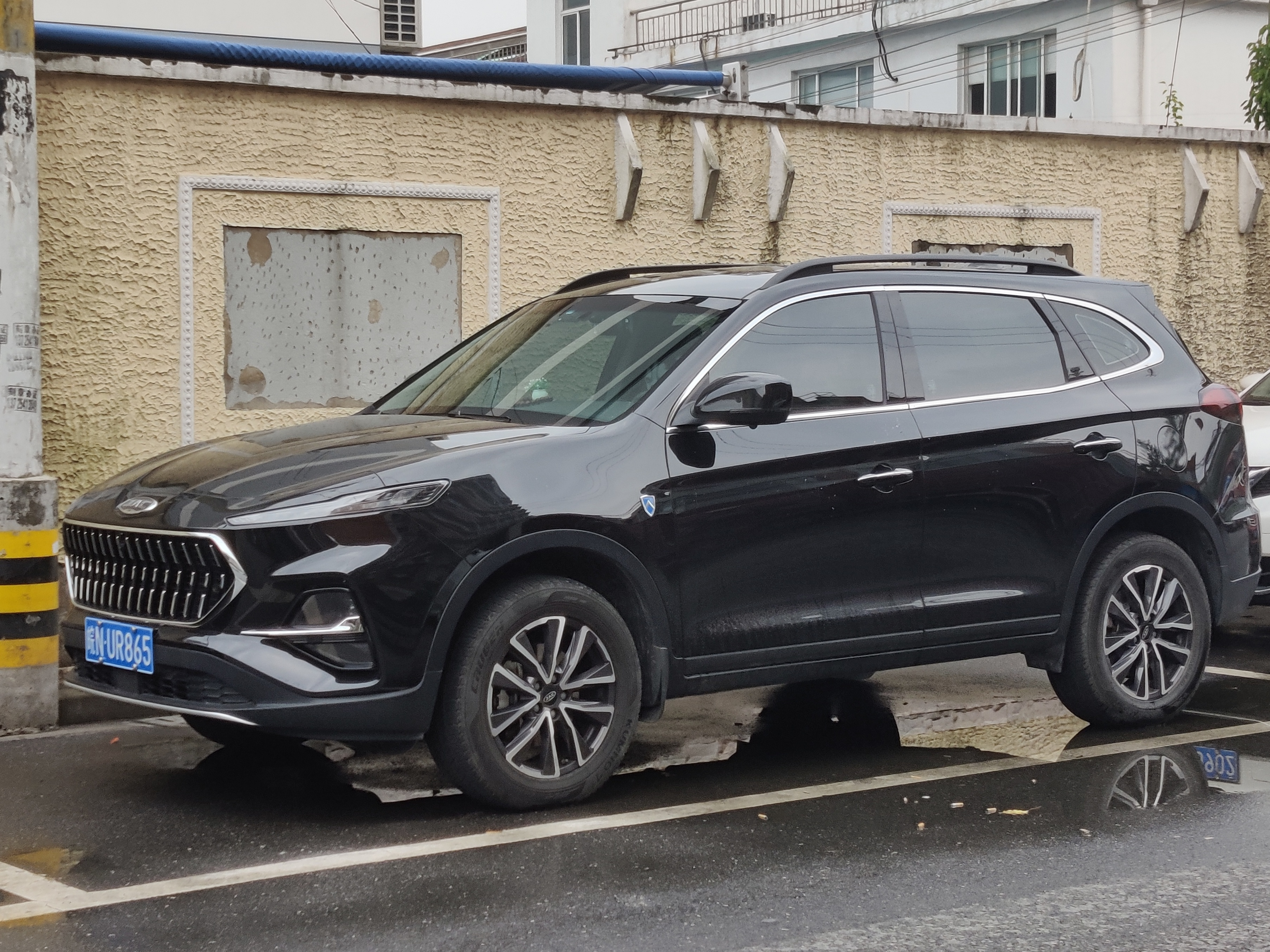
Sehol X7
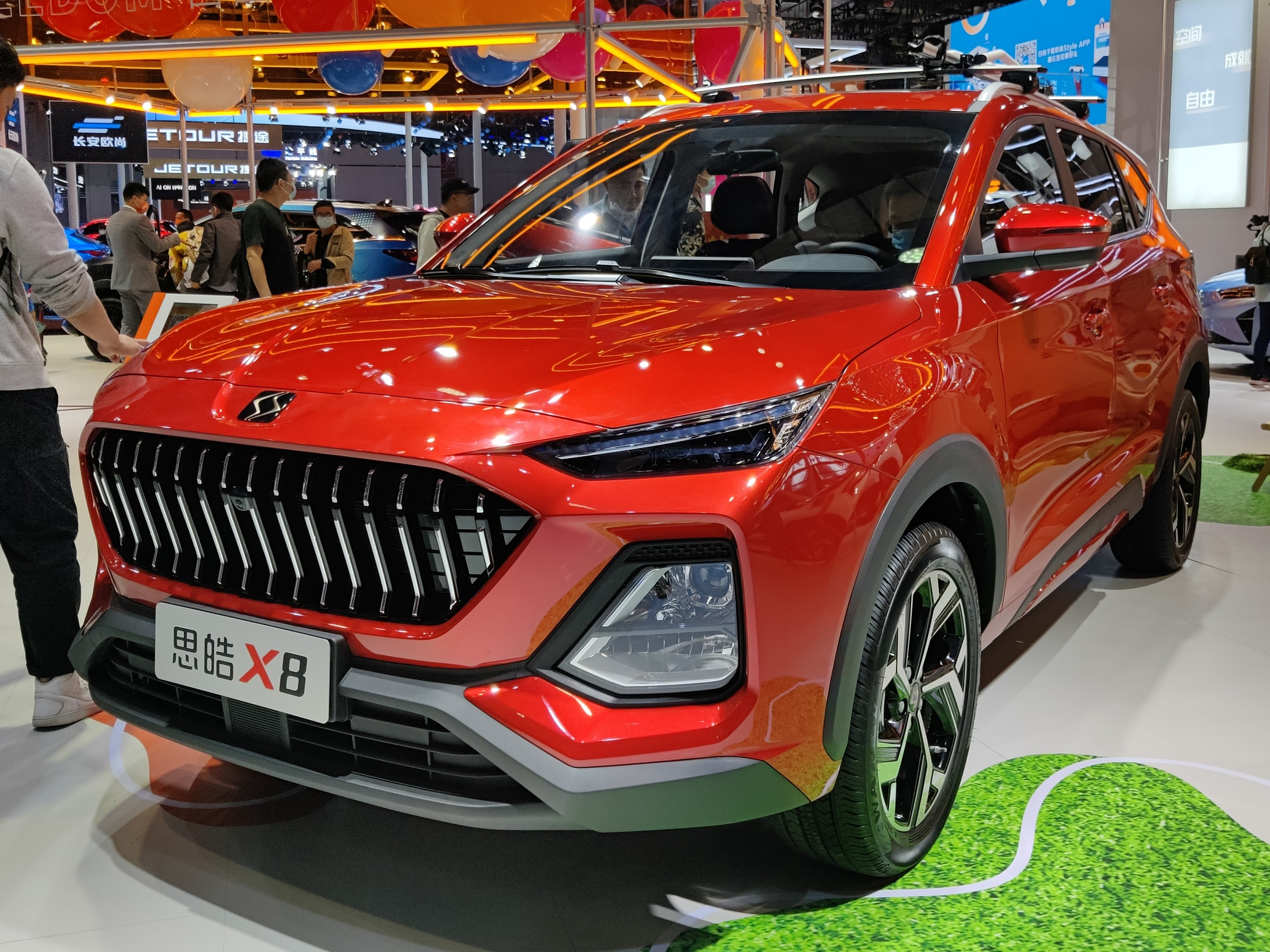
Sehol X8
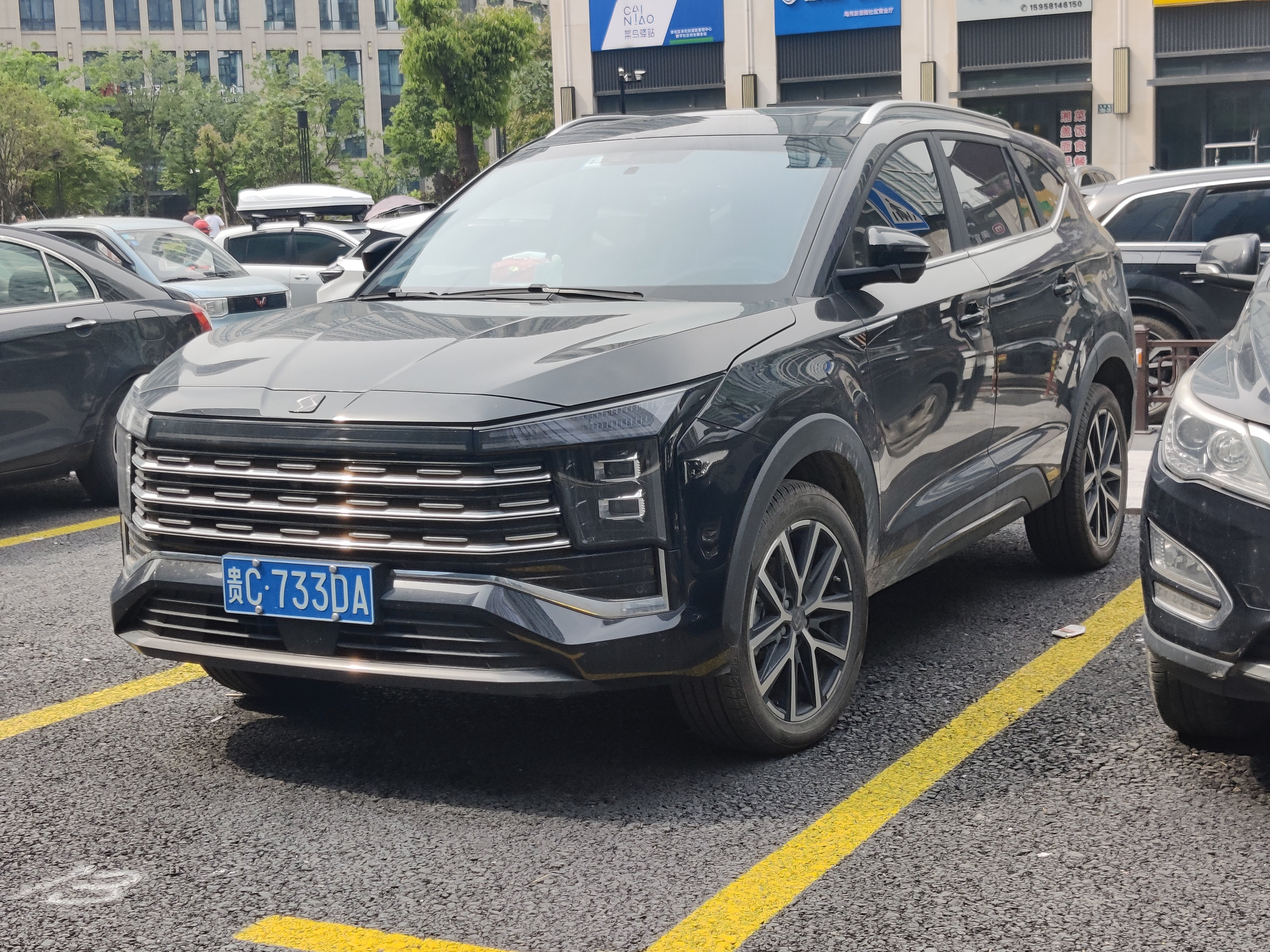
Sehol X8 Plus
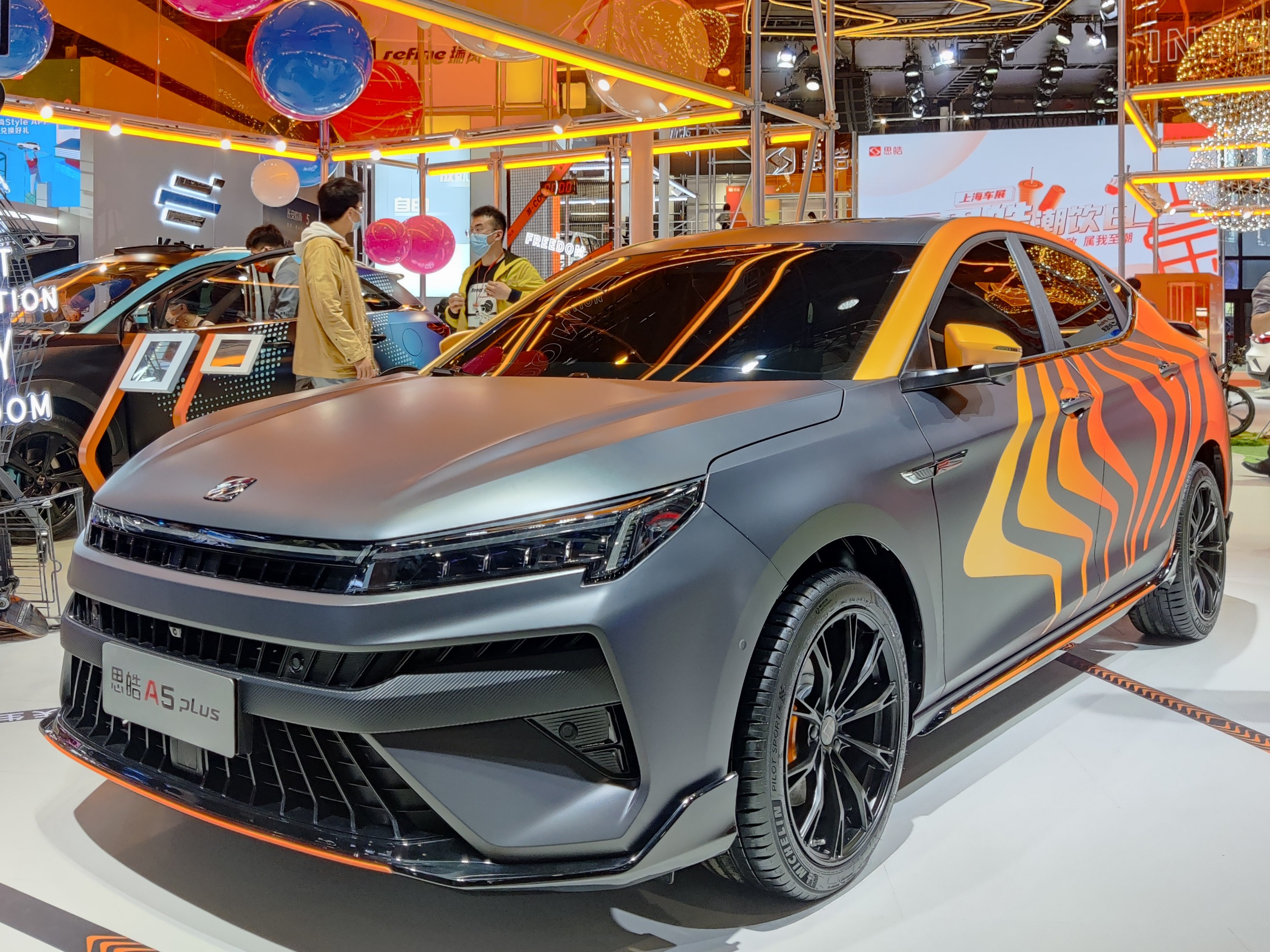
Sehol A5 Plus
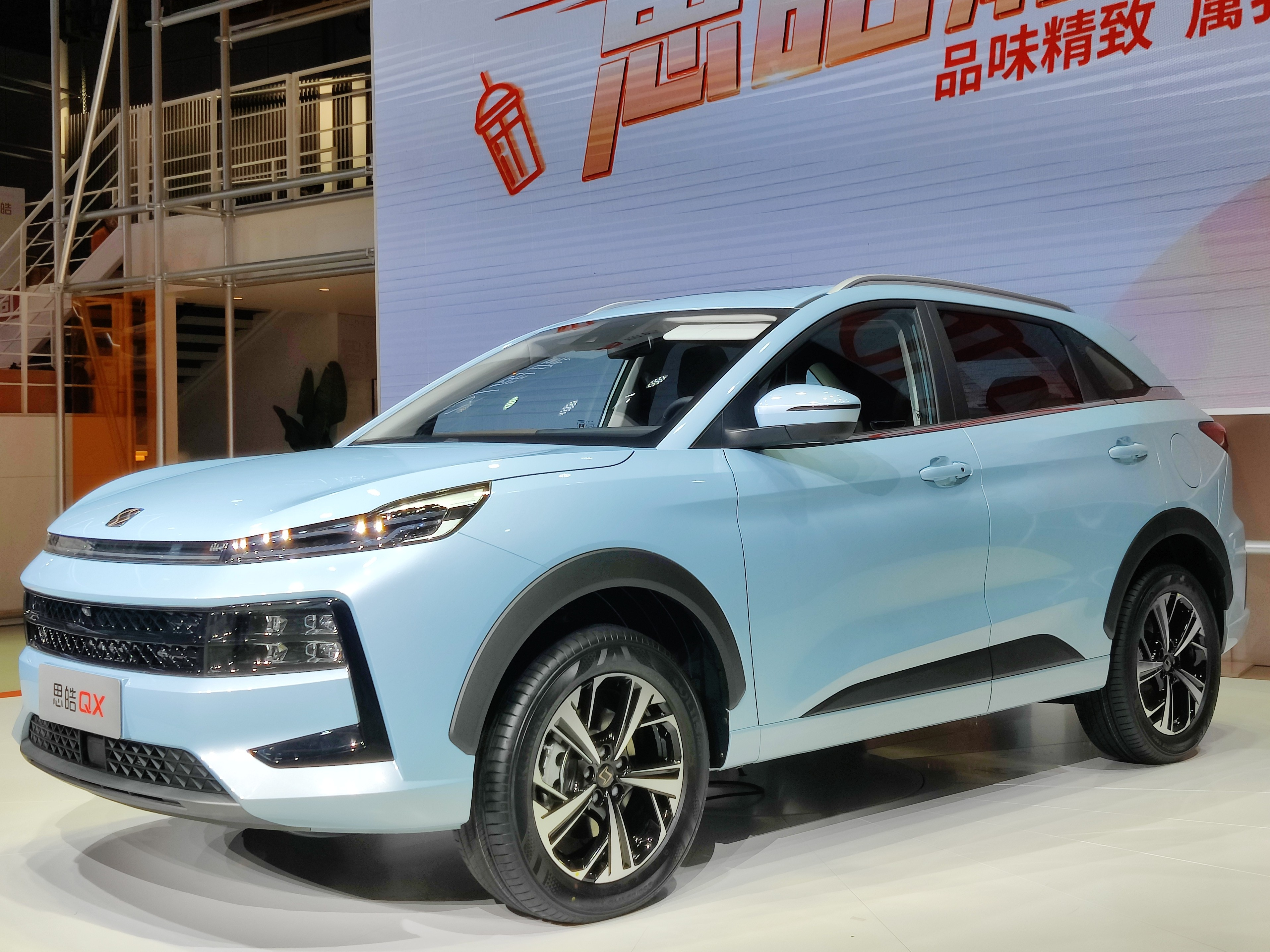
Sehol QX

### JAC Yiwei
JAC Yiwei (江淮钇为) — бренд JAC для пасажирських електромобілів початкового рівня, запущений у квітні 2023 року. 

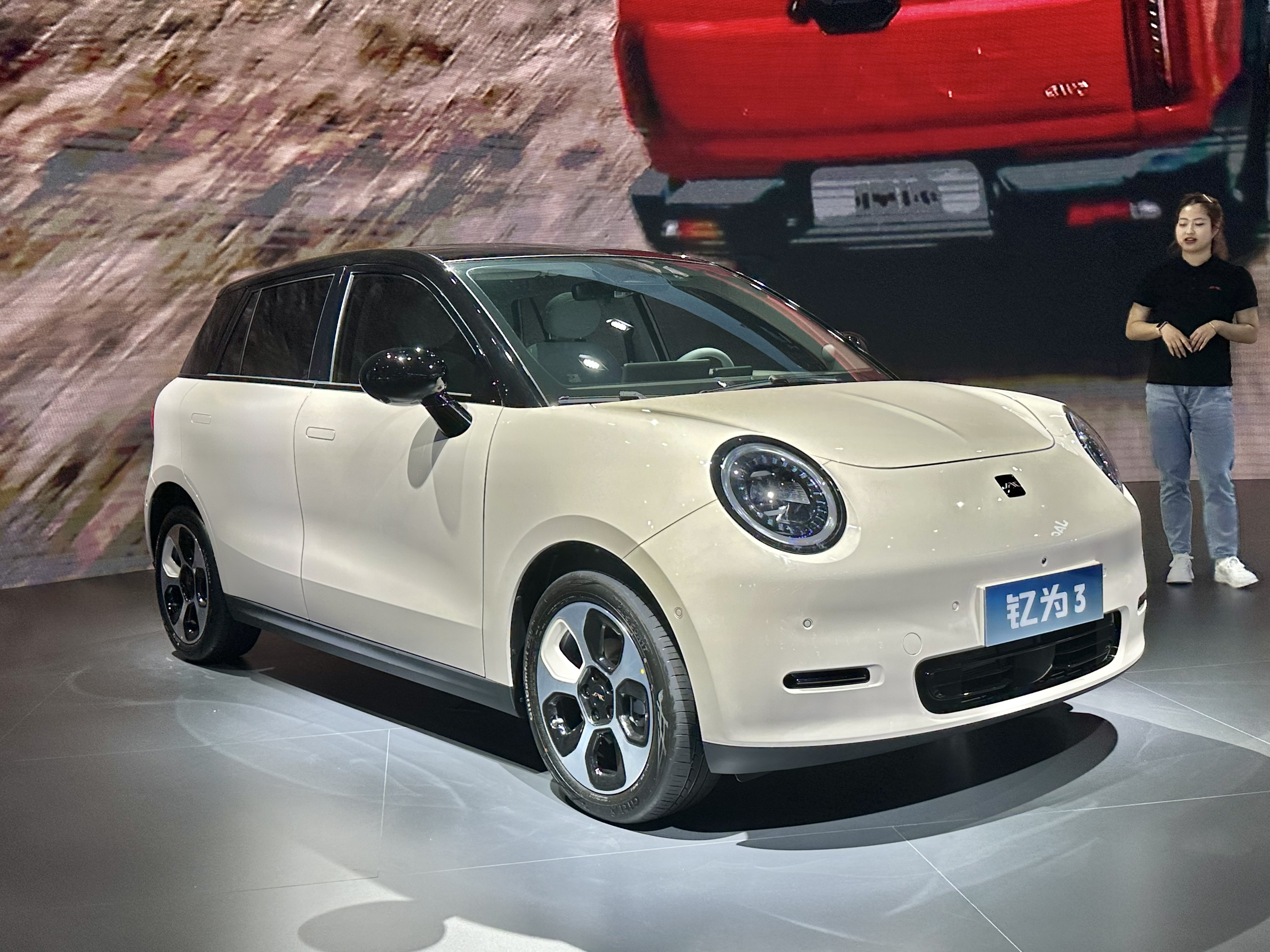
Yiwei 3

### JAC Refine
JAC Refine (江淮瑞风) був брендом JAC для комерційних MPV/Van. У 2020 році JAC Refine було виділено як незалежний бренд із лінійки MPV JAC. 

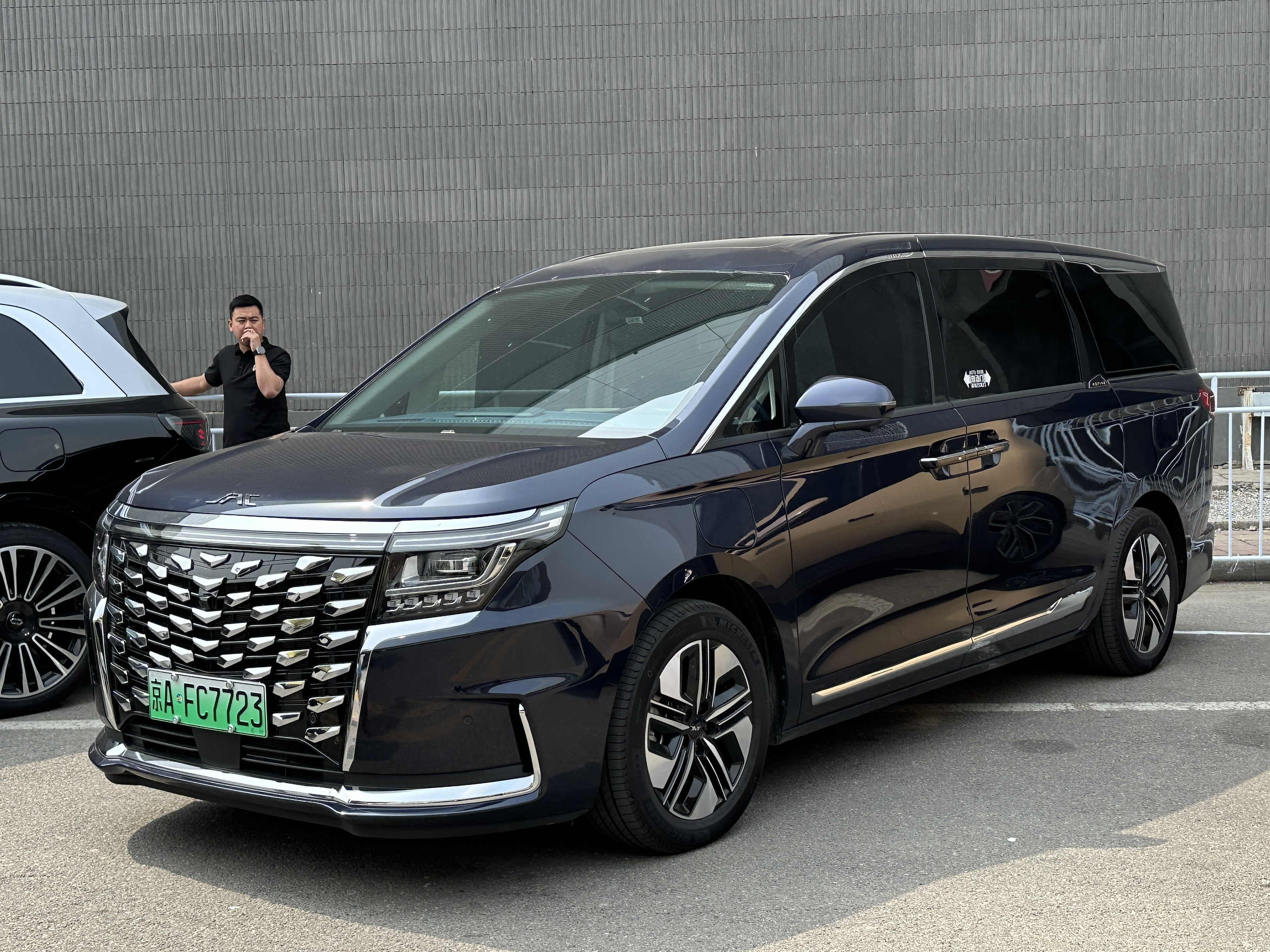
Refine RF8
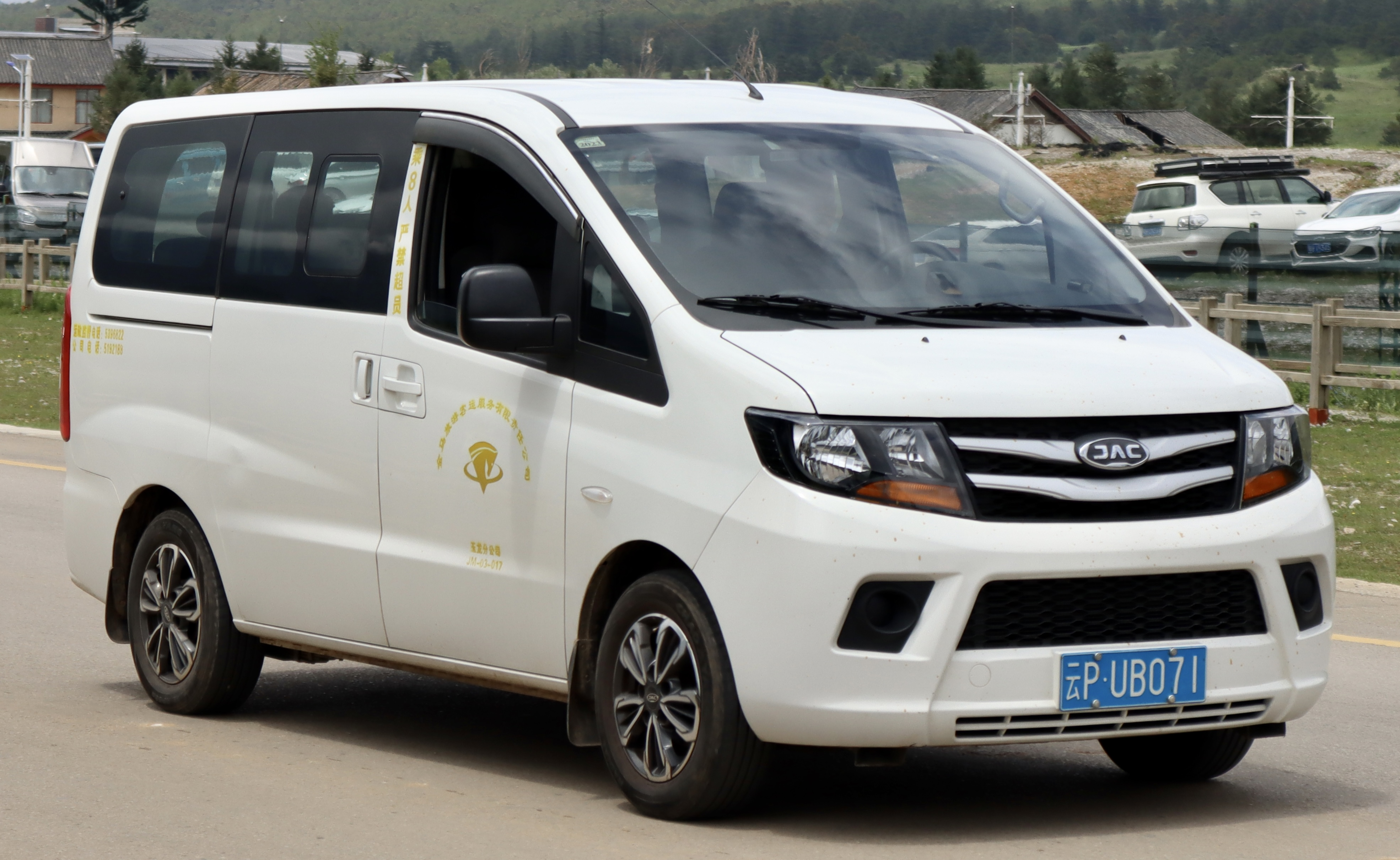
Refine M3
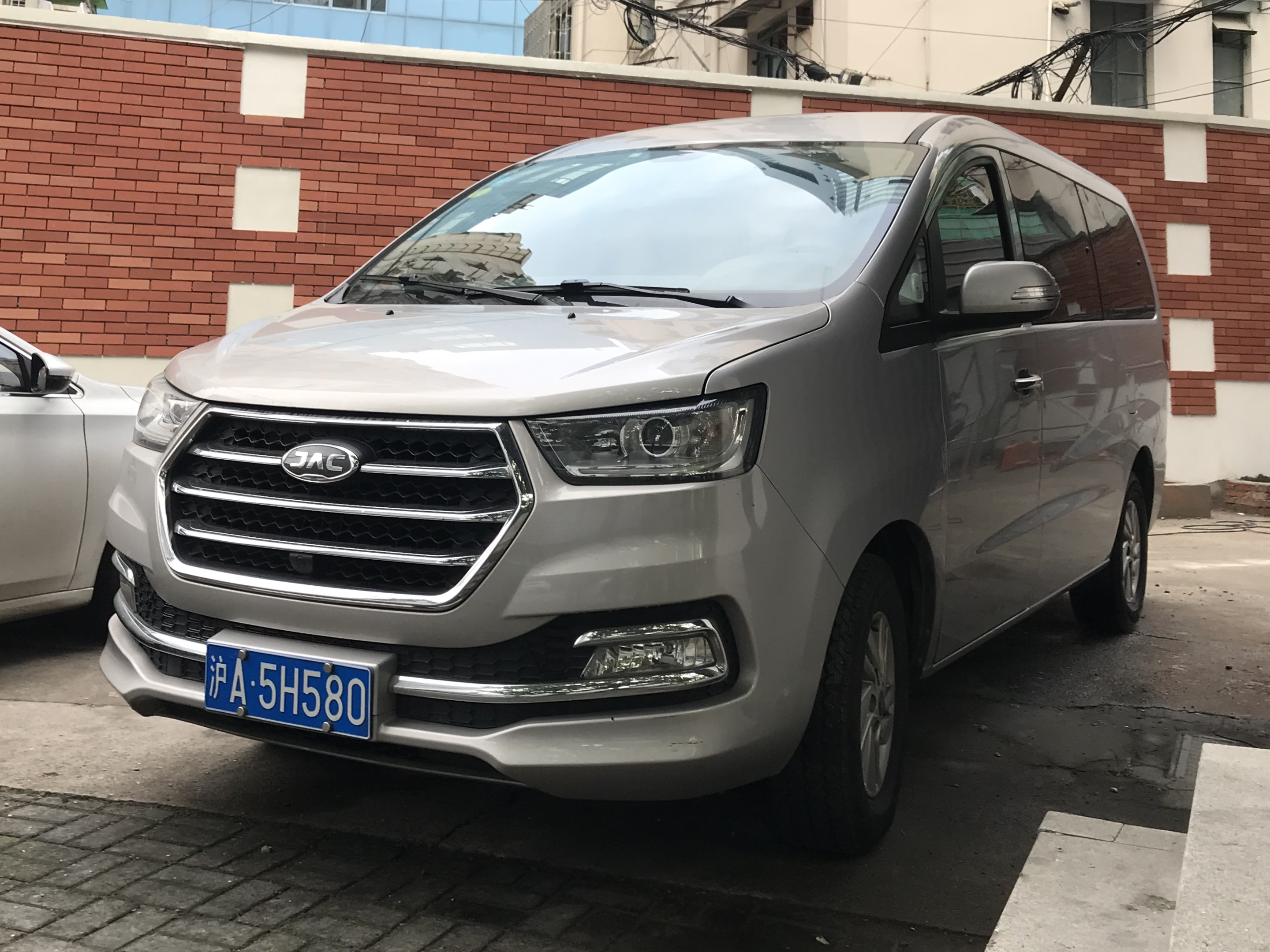
Refine M4
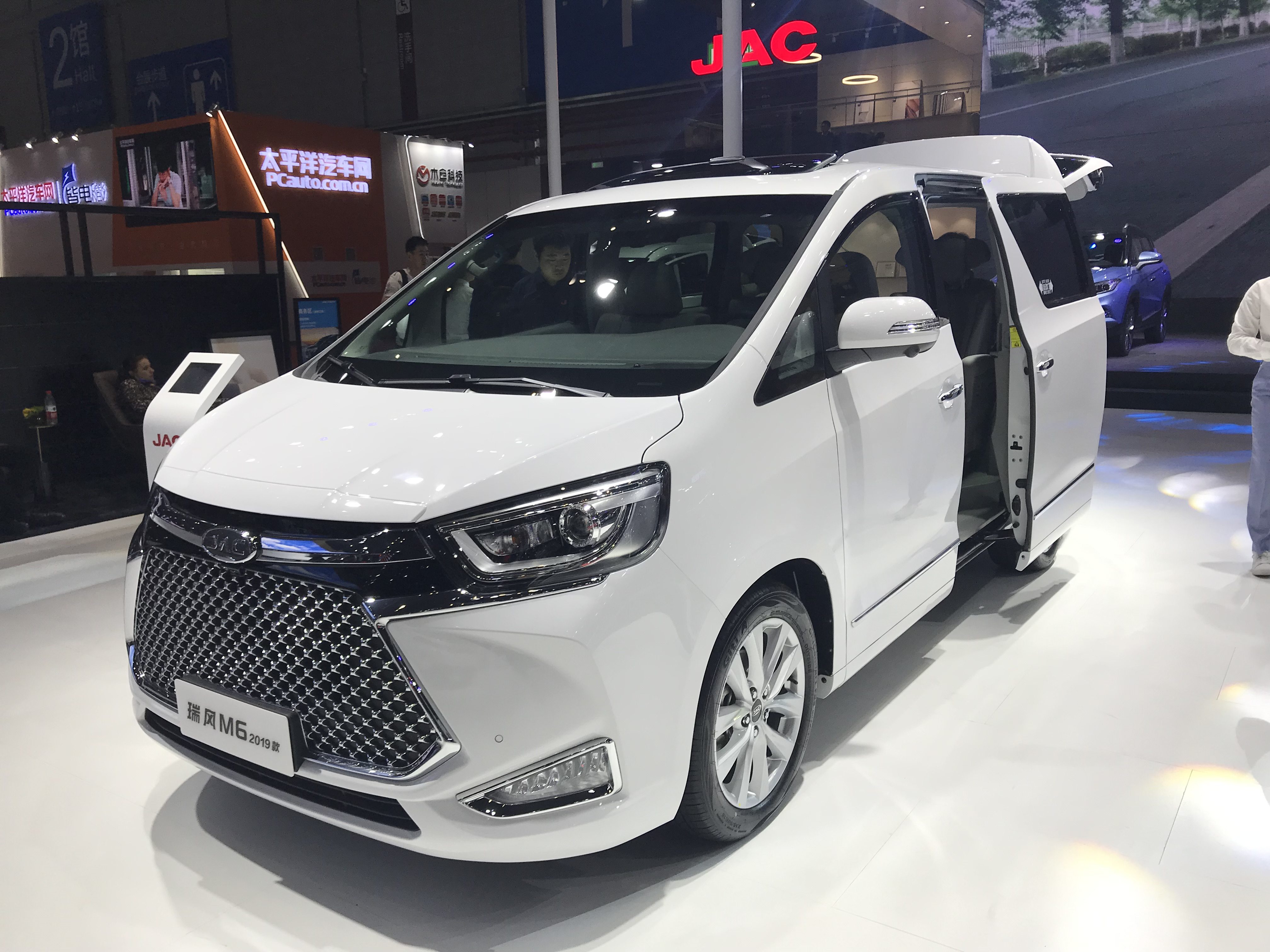
Refine M6